# Copelatus onorei
Copelatus onorei är en skalbaggsart som beskrevs av Pederzani och Rocchi 1982. Copelatus onorei ingår i släktet Copelatus och familjen dykare. Inga underarter finns listade i Catalogue of Life.